# 1890年6月17日日食
1890年6月17日日食为一次在协调世界时1890年6月17日出現的日環食。該次日食食分為0.9625，食甚維持4分9秒。

## 概述
這次日食的食分是0.9625，環食維持4分9秒。

## 基本參數
- 類型：日環食
- 食甚資料：
  - 日期：1890年6月17日
  - 時間：9時55分5秒
  - 地點：36N 29E
  - 食分：0.9625
  - 日環食持續時間：4分9秒

## 外部連結
- NASA日食專頁（页面存档备份，存于）（英文）